# Варадинов, Николай Васильевич
Николай Васильевич Варадинов (6 [18] декабря 1817, Полтава — 27 июля [8 августа] 1886, Гатчина) — российский юрист, правовед; доктор права (1847), доктор философии (1849). Тайный советник

## Биография
Родился в Полтаве 6 (18) декабря 1817 года.
Окончил юридический факультет Дерптского университета со степенью кандидата в 1841 году. В 1841—1845 годах преподавал русский язык в Валкском окружном и Аренсбургском дворянском училищах (Лифляндская губерния).
В 1845—1848 годах — чиновник особых поручений при Рижском генерал-губернаторе, в 1848—1849 — управляющий канцелярией Рижского генерал-губернатора. Содействовал епископу Филарету в обращении эстов и латышей в православие.
В 1849—1855 годах старший столоначальник при Департаменте экономии Министерства внутренних дел. Статский советник с 1855 года.
С декабря 1855 по январь 1862 года — редактор «Журнала Министерства внутренних дел», в 1862 году — редактор газеты «Северная почта» (№ 147—214); 22 июля 1860 года был произведён в действительные статские советники.
В 1862—1865 годах — чиновник особых поручений при Министерстве внутренних дел, затем — член Совета Главного управления по делам печати (1865—1883), с 1883 года — член Совета министра внутренних дел. С 1 января 1871 года — тайный советник.
Был награждён орденами Св. Владимира 3-й ст. (1862), Св. Станислава 1-й ст. (1867), Св. Анны 1-й ст. (1868), Св. Владимира 2-й ст. (1874) и Белого орла (1878). 
Умер в Гатчине 27 июля (8 августа) 1886 года. Похоронен на Гатчинском кладбище, где был установлен памятник с надписью: «Почетному гражданину г. Гатчины от признательных членов Общества взаимного страхования». 
Жена — София Васильевна Варадинова (1832 — 05.09.1917).

## Научная деятельность
В 1845 году в Дерптском университете защитил магистерскую диссертацию «Ueber die allgemeinen Rechtsmittel wider richterlicht Verfügungen in Civilrechtsstreitigkeiten nach Russischen Rechte» («Об общих правовых средствах против судебных решений в гражданской судебной тяжбе по русскому праву»); в 1847 году там же — докторскую диссертацию «De hypothecis ex jure Livonico et Esthonico».
Сфера научных интересов: методика преподавания русского языка, правоведение, делопроизводство.
Его главный труд «История Министерства внутренних дел» (в 8 т., 1858—1863) содержит ценные, извлечённые из архивов материалы для истории внутренней жизни и быта России. В последнем, восьмом томе, он систематизировал нормативные акты, внутренние документы МВД и уголовные дела в отношении староверов.
Непосредственно участвуя в реформе министерского делопроизводства (с 1851 года), опубликовал в 1857 году методическое руководство «Делопроизводство или теоретическое и практическое руководство к гражданскому и уголовному, коллегиальному и одноличному письмоводству, к составлению всех правительственных и частных деловых бумаг и к ведению самых дел, с приложением к оным образцов и форм», переиздававшееся в 1873 и 1881 годах и ставшее первым комплексным отечественным учебным пособием по делопроизводству, сочетающим в себе как дидактические и практические, так и теоретические и прикладные задачи.
Состоял членом Санкт-Петербургского и Венского фармацевтических научных обществ.
Источник — Электронные каталоги РНБ
- Варадинов Н. В. Аптекарский устав, извлеченный из Свода законов полных собраний законов, распубликованных циркуляров Министерства внутренних дел, постановлений Медицинского совета и разъясняемый историей законодательства. — СПб.: тип. М-ва вн. дел, 1880. — 12+70+166 с.
- Варадинов Н. В. Гильдии : Ист.-юрид. очерк. — СПб., 1861. — 2+114 с. — (Из «Журн. М-ва вн. дел», ч. 50, отд. 2, кн. 9, 1861 г.).
- Варадинов Н. В. Делопроизводство, или Теоретическое и практическое руководство к гражданскому и уголовному, коллегиальному и одноличному письмоводству, к составлению всех правительственных и частных деловых бумаг к ведению самых дел, с приложением к оным образцов и форм: Ч. 1-2. — СПб.: С. П. Лоскутов, 1857. — 2 т.
- Варадинов Н. В. Делопроизводство : Руководство к сост. всех родов деловых бумаг и актов, по данным формам и образцам : В 4 ч. — 2-е, по соврем. законодательству изм. изд. — СПб. : тип. Ретгера и Шнейдера, 1873.
  - Ч. 1 : Теоретическое делопроизводство ; Ч. 2 : Практическое общее делопроизводство. — [592] с. разд. паг.
  - Ч. 3 : Делопроизводство судебных учреждений нового устройства ; Ч. 4 : Нотариальное, вообще актовое делопроизводство. — [694] с. разд. паг.
- Варадинов Н. В. Делопроизводство. Ч. 1 Ч. 2, Общее делопроизводство Судебное делопроизводство : Руководство к составлению всех родов деловых бумаг по данным формам и образцам : В 2 ч. — 3-е изд., исключительно практич. — [СПб.] : тип. М-ва вн. дел, 1881. — [597] с. разд. паг.
- Варадинов Н. В. Значение правил 25 мая 1873 г. — [СПб.] : тип. Э. Винеке, ценз. 1882. — 4 с.
- Варадинов Н. В. Ипотека. — [СПб.] : тип. Правительствующего сената, 1862. — 54 с. — (Отт. из «Журн. М-ва юст.» за июнь 1862 г.).
- Варадинов Н. В. История Министерства внутренних дел: Ч. 1-3. — СПб. : тип. М-ва вн. дел, 1858—1862. — 7 т.
  - Ч. 1 : [Период первоначального учреждения министерств : С 8 сент. 1802 г. по 1809 г. включительно]. — 1858. — 2+250+45+13 с.
  - Ч. 2. Кн. 1 : [Период преобразования министерств : С 1810 по 19 ноября 1825 г.]. — 1859. — 14+635 с.
  - Ч. 2. Кн. 2 : [Период преобразования министерств : С 1810 по 19 ноября 1825 г.]. — 1862. — 2+604+2 с.
  - Ч. 3. Кн. 1 : [Период третий : С 19 ноября 1825 по 20 августа 1855 г.]. — 1862. — 10+777+6 с.
  - Ч. 3. Кн. 2 : [Период третий : С 19 ноября 1825 по 20 августа 1855 г.]. — 1862. — 10+746+6 с.
  - Ч. 3. Кн. 3 : [Период третий : С 19 ноября 1825 по 20 августа 1855 г.]. — 1862. — 14+725+8 с.
  - Ч. 3. Кн. 4 : [Период третий : С 19 ноября 1825 по 20 августа 1855 г.]. — 1862. — 4+224 с.
  - Кн. 8 (дополнит.) : История распоряжений по расколу. — 1863. — 2+6+4+656 с.
- Варадинов Н. В. Федор Кэрнер, павший за независимость Германии в войну 1813 года // Всемирный труд : журн. — 1870. — № 9. — С. 283—314.
- Варадинов Н. В. Лечение кумысом : (Из путевых зап. 1858 г.) // Журн. М-ва вн. дел. — 1859. — Ч. 35, Кн. 4. — С. 183—228.
  - Варадинов Н. В. Лечение кумысом. — 2-е изд., знач. доп. — СПб.: тип. М-ва вн. дел, 1880. — 64 с.
- Варадинов Н. В. Нечто о русском слоге для программы к годичному испытанию в Аренсбургском уездном дворянском училище 20 и 21 декабря, 1843 года : Рассуждение учителя высш. классов рус. яз. Николая Варадинова. — Дерпт : тип. Шюнманна, 1843. — 23 с.
- Варадинов Н. В. О законе по римскому праву. — СПб., 1856. — 81 с.
- Варадинов Н. В. О личном задержании по долговым обязательствам. — СПб., 1861. — 2+92 с. — (Из «Журн. М-ва вн. дел», ч. 49, отд. 2, кн. 7, 1861 г.).
- Варадинов Н. В. Ответ на открытое письмо Варадинову, господина М. З. — [СПб.] : тип. Э. Винеке, ценз. 1881. — 6 с.
- Варадинов Н. В. Самарское кумысолечебное заведение : (Из путевых Записок 1859 г.). — СПб.: тип. М-ва вн. дел, 1860. — 2+68 с. — (Из «Журн. М-ва вн. дел», ч. 41, кн. 4, 1860).
- Варадинов Н. В. Сборник узаконений и распоряжений Правительства по делам печати. — СПб.: тип. Ретгера и Шнейдера, 1878. — 2+6+347 с.
- Варадинов Н. В. Тридцатилетие Журнала Министерства внутренних дел. — СПб.: тип. М-ва вн. дел, 1859. — 2+104 с. — (Отт. из «Журн. М-ва вн. дел», 1859, кн. 4).
- Варадинов Н. В. Училища нянек и фельдшериц при С.-Петербургском воспитательном доме. — СПб.: тип. М-ва вн. дел, 1860. — 2+43 с.

См. также:
- Бибилиография Н. В. Варадинова. Юридическая Россия. Дата обращения: 6 марта 2016.